# Nadine Angerer
Nadine Marejke Angerer, nemška nogometašica, * 10. november 1978, Lohr am Main, Zahodna Nemčija.
Sodelovala je na nogometnemu delu poletnih olimpijskih igrah leta 2000 in leta 2004.